# Kruiskoppeling

Animatie van een cardanische koppeling

Een kruiskoppeling of cardanische koppeling is een koppeling die koppels kan overbrengen van assen die niet in elkaars verlengde staan.
Een aandrijving met een of meer van deze koppelingen heet cardanaandrijving en kan bijvoorbeeld dienen als secundaire (eind-)aandrijving van auto's en motorfietsen. De cardanas is - ten onrechte - genoemd naar de Italiaanse renaissancewetenschapper Girolamo Cardano.

## Werkwijze
Tijdens het roteren beschrijven de lagers van de scharnieren cirkelvormige banen. Hierdoor wordt bij een scharnierhoek tussen de assen de hoeksnelheid van de ingaande as niet gelijkvormig overgedragen naar de uitgaande as. De uitgaande rotatiesnelheid zal golfvormig zijn, bij kleine hoeken vrijwel sinusvormig. Wiskundig ziet dit er als volgt uit:
{\displaystyle \tan \alpha _{2}={\frac {\tan \alpha _{1}}{\cos \beta }}}
{\displaystyle \omega _{2}={\frac {\cos \beta }{1-\cos ^{2}\alpha _{1}\sin ^{2}\beta }}\omega _{1}}
Hierin zijn:
- {\displaystyle \omega _{1},\omega _{2}} de hoeksnelheden van respectievelijk de ingaande en uitgaande as
- {\displaystyle \alpha _{1},\alpha _{2}} de hoekverdraaiing van respectievelijk de ingaande en uitgaande as
- {\displaystyle \beta } de scharnierhoek tussen ingaande en uitgaande as

De uitgaande snelheid heeft dus een golfverloop met een minimumsnelheid {\displaystyle \omega _{2,\min }=\omega _{1}\cos \beta } en een maximumsnelheid {\displaystyle \omega _{2,\max }=\omega _{1}/\cos \beta }.
Deze schommeling kan gecompenseerd worden door meerdere kruiskoppelingen te gebruiken, op voorwaarde dat het assensysteem dan aan volgende eisen voldoet:
- Alle assen liggen in één vlak
- De scharnierhoeken zijn gelijk
- De scharniervorken die aan dezelfde as zitten, hebben dezelfde fase

Als niet aan deze voorwaarden voldaan kan worden en er toch een eenparige overbrenging nodig is, kan een homokinetische koppeling toegepast worden.